# Ulmus canescens
Ulmus canescens là một loài thực vật có hoa trong họ Ulmaceae. Loài này được Melville miêu tả khoa học đầu tiên năm 1957.

## Hình ảnh

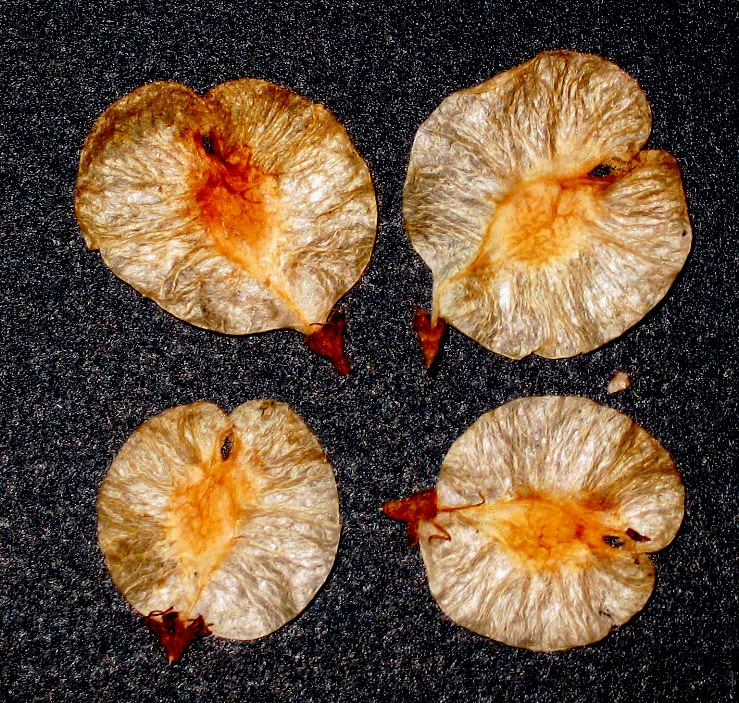
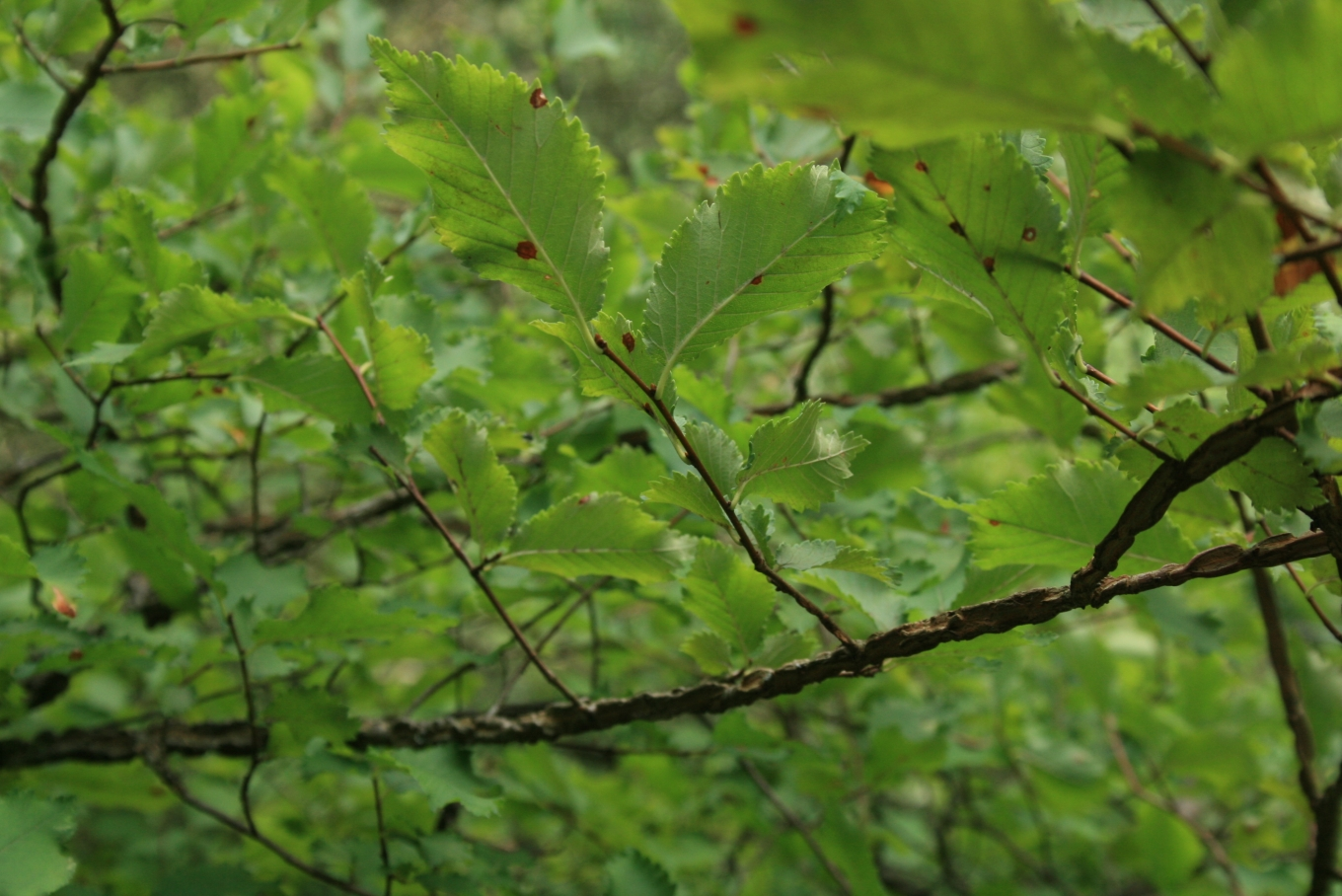